# Chimik Dimitrowgrad
Chimik Dimitrowgrad (bułg. Футболен клуб „Химик“ (Димитровград), Futbołen kłub Chimik Dimitrowgrad) – bułgarski klub piłkarski, mający siedzibę w mieście Dimitrowgrad, na południu kraju. Został założony w 1949, a w 1968 połączył się z Miniorem Dimitrowgrad w FK Dimitrowgrad.

## Historia
Chronologia nazw:
- 1949: Torpedo Dimitrowgrad (bułg. „Торпедо“ (Димитровград))
- 1957: Rakowski Dimitrowgrad (bułg. „Раковски“ (Димитровград))
- 1962: Chimik Dimitrowgrad (bułg. „Химик“ (Димитровград))
- 1968: klub rozwiązano – po fuzji z Miniorem Dimitrowgrad w FK Dimitrowgrad

Klub Torpedo został założony w miejscowości Dimitrowgrad w 1949 roku. W 1952 zespół startował w B RFG, ale opuścił grupę po 12. rundzie bez zdobytych punktów i bez goli w 11 z 12 meczów. W następnych meczach przyznano walkowery 0:3. W 1956 po rozszerzeniu drugiej ligi i podziału na 7 grup, ponownie zagrał w B RFG, zajmując czwarte miejsce w grupie Jużnej. W 1957 po zmianie nazwy klubu na Rakowski i skróceniu drugiej ligi do dwóch grup, zajął 13.miejsce w grupie Jużnej. W 1958 był szóstym, a w sezonie 1958/59 awansował na czwartą pozycję w grupie Jużnej. W sezonie 1959/60 druga liga została skrócona do jednej wspólnej grupy z 16 drużynami, a klub uplasował się na 11.lokacie. W następnym sezonie 1960/61 spadł na 12.pozycję, a inny zespół z miasta Minior, który akurat awansował do drugiej ligi, zakończył sezon na 8.pozycji. W sezonie 1961/62 zespół zdobył wicemistrzostwo ligi, a rywal Minior spadł na 12.miejsce. W 1962 zmienił nazwę na Chimik i w sezonie 1962/63 debiutował w A RFG. Debiut na najwyższym poziomie był jednak nieudanym, ostatnie 16.miejsce i spadek do drugiej ligi, która znów została podzielona na 2 grupy. W kolejnych sezonach rywalizowała razem z Miniorem w grupie Jużnej B RFG. Ostatni ich sezon 1967/68 Chimik zakończył na 16.miejscu a Minior na 10.miejscu. Przed rozpoczęciem sezonu 1968/69 oba kluby połączyły się w FK Dimitrowgrad.